# Pareurystomina filicaudata
Pareurystomina filicaudata is een rondwormensoort uit de familie van de Enchelidiidae. De wetenschappelijke naam van de soort is voor het eerst geldig gepubliceerd in 1934 door Allgén.